# Gut Oberlindenberg
Das Gut Oberlindenberg mit der Anschrift Schumacherring 15 ist ein denkmalgeschütztes Bauwerk in der kreisfreien Stadt Kempten (Allgäu).
Bei dem Hauptbau des Gutshofes handelt es sich um einen zweistöckigen Bau mit flachem Satteldach. Im Kern ist das Gebäude aus dem frühen 18. Jahrhundert bzw. dort erneuert. Früher war auch Stuck vorhanden. Die Kellerdecke ist als stichbogige Tonne konstruiert.
Das Nebengebäude ist ein massiver Satteldachbau aus dem 19. Jahrhundert.
Im 19. Jahrhundert wurde das Gut weitgehend umgestaltet. Im April 1945 wurde es von Brandbomben beschädigt, Ziel dieser Weltkriegsbomben der Alliierten war eigentlich der Ostbahnhof sowie die Artillerie-Kaserne. Das Gut wurde daraufhin wiederaufgebaut und in den Folgejahren modernisiert.